# Station Petarukan
Station Petarukan is een spoorwegstation in Pemalang in de Indonesische provincie Midden-Java.

## Bestemmingen
- Brantas naar Station Tanahabang en Station Kediri
- Kertajaya naar Station Pasar Senen en Station Surabaya Pasarturi
- Matarmaja naar Station Jakarta Kota en Station Malang
- Tawang Jaya naar Station Pasar Senen en Station Semarang Poncol
- Kaligung Ekonomi naar Station Semarang Poncol en Station Slawi

## Ongelukken
- Op 2 oktober 2010 vond er een botsing plaats tussen twee passagierstreinen.Hierbij kwamen minstens 33 mensen om het leven.[1]